# Душан Мандич
Душан Мандич (серб. Душан Мандић; нар. 16 червня 1994, Котор, Чорногорія) — сербський ватерполіст, олімпійський чемпіон та медаліст, чемпіон світу, двічі чемпіон Європи.

## Виступи на Олімпіадах
| Олімпіада           | Дисципліна | Місце |
| ------------------- | ---------- | ----- |
| Лондон 2012         | водне поло | 3     |
| Ріо-де-Жанейро 2016 | водне поло | 1     |